# 谷桐子
谷 桐子（たに とうこ、1973年12月25日 - ）は、元秋田テレビのディレクター兼アナウンサー（アナウンス室長）。秋田県秋田市土崎地区生まれ。
『めざましテレビ』などに出演経歴があり、2004年1月放送の「草彅 おすぎとピーコの 女子アナ本当の私たちを見て下さい! SP』にも出演した。りんごの皮むき1位にもなった。

## 担当番組
★：出演中
- Catch up marimari+ - 司会　★
- AKTスポットニュース（不定期出演）　★
- めざましテレビ（秋田中継担当）
- 情報ステーションi455
- 午後は気ままに金曜日
- スーパーSUNサンまる
- 今日も昼ドキ!!ランチボックス
- やばせ本町どまん中～笑顔でいこうよ～
- とくテレッ!8ちゃんねる（「とく週」担当）
- ミミよりJOHO（不定期出演）
- クボタ民謡お国めぐり（2007年4月～2011年9月24日）
- NEWSあきた（不定期出演）

### その他
- 映画『大奥』（系列局代表）
- 秋田わか杉大会開会式 - 司会
- トキメキッ!TYO（ディレクター）